# Ida Bauer

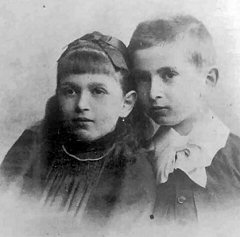
Ida Bauer (Dora) y su hermano Otto.

Ida Bauer (1 de noviembre de 1882, Viena - 21 de diciembre de 1945, Nueva York) fue una ciudadana austriaca conocida por ser una de las primeras pacientes analizadas por Sigmund Freud con su recién creado método psicoanalítico. Freud publicaría su caso posteriormente sin su consentimiento, lo que provocaría la indignación de la comunidad médica vienesa. Por razones de confidencialidad, Freud alteró ciertos datos, camufló otros y usó el seudónimo Dora en lugar del nombre real de su analizada.
Ida Bauer es también conocida por ser la hermana del líder parlamentario austromarxista y ministro de asuntos exteriores de la Primera República austriaca, Otto Bauer.
En 1903, Ida Bauer se casó con Ernest Adler, unión de la cual nació su hijo Kurt-Herber, que alcanzó renombre como director de la ópera de San Francisco.

## Historial clínico delCaso Dora
Ida Bauer ha pasado a la posteridad como uno de los primeros y más paradigmáticos casos clínicos en la historia del psicoanálisis. Más conocida como Dora, fue tratada en 1900 por el entonces poco conocido neurólogo vienés Sigmund Freud, transcurridos pocos meses desde la publicación de su obra seminal La Interpretación de los Sueños. Freud publicaría su caso clínico cinco años más tarde, en 1905, con el título Análisis Fragmentario de un Caso de Histeria. Caso Dora. Freud la diagnosticó como un caso de petite hystérie y usó su método psicoanalítico (que por aquel entonces estaba en su primera fase de desarrollo) para intentar liberarla de sus síntomas somáticos y psíquicos, siendo estos «disnea, tos nerviosa, afonía, jaquecas, depresión de ánimo, excitabilidad histérica y pretendido taedium vitae». El tratamiento comenzó en octubre de 1900 y fue concluido abruptamente por la misma paciente el 31 de diciembre de 1900.

## El descubrimiento de la transferencia
El relato del tratamiento psicoanalítico de Dora es particularmente interesante ya que con él Freud descubrió la transferencia. Freud pensó que el análisis de Dora confirmaría su tesis sobre el origen sexual de los síntomas histéricos y del papel desempeñado por los sueños en representar estos síntomas. Sin embargo, cuando todo parecía desarrollarse como Freud había previsto, Dora abandonó abruptamente el tratamiento. De este fracaso terapéutico extrajo Freud, sin embargo, valiosas enseñanzas. Al analizar el caso a posteriori, Freud fue lo suficientemente intuitivo para darse cuenta de que una resistencia en conexión con un proceso de transferencia había estado operando sin él haberla notado. Freud concluyó que, de haber identificado este obstáculo a su debido tiempo, hubiera sido capaz de interpretarlo y por tanto de haber prevenido la interrupción del análisis por su analizada. De este modo Freud afirmaría que «la transferencia, destinada a ser el mayor obstáculo del psicoanálisis, se convierte en su más poderoso auxiliar cuando el médico consigue adivinarla y traducírsela al enfermo». El complicado concepto de la transferencia siguió constituyendo objeto de posterior desarrollo por Freud en sus sucesivas obras.

## Críticas
Toril Moi explica que el fracaso del tratamiento de Freud se debía a sus ideas sexistas como participante del juego masculino al insinuar que Dora debería tomar de amante al amigo de su padre.Hélène Cixous, por otro lado, vería a Dora como un símbolo de la "rebelión silenciosa contra el poder masculino sobre los cuerpos y el lenguaje de las mujeres... una heroína resistente".
En su obra "Trauma and Recovery", Judith L. Herman discute el caso Dora para ilustrar algunas de las limitaciones y problemas del enfoque de Freud hacia el trauma y el abuso sexual. Herman critica la interpretación de Freud de los síntomas de Dora como expresiones de conflictos sexuales inconscientes y su falta de consideración de los posibles abusos reales que ella podría haber sufrido.